# Davey Lake, Saskatchewan
Davey Lake är en sjö i Kanada.   Den ligger i provinsen Saskatchewan, i den centrala delen av landet, 2 300 km väster om huvudstaden Ottawa. Davey Lake ligger 397 meter över havet. Arean är 1,3 kvadratkilometer. Den ligger vid sjön Biden Lake. Den sträcker sig 3,4 kilometer i nord-sydlig riktning, och 1,6 kilometer i öst-västlig riktning.
I omgivningarna runt Davey Lake växer i huvudsak barrskog. Trakten runt Davey Lake är nära nog obefolkad, med mindre än två invånare per kvadratkilometer.